# Kirchschlag in der Buckligen Welt
Kirchschlag in der Buckligen Welt är en stadskommun i förbundslandet Niederösterreich i Österrike. Den ligger i distriktet Wiener Neustadt-Land, 80 kilometer söder om huvudstaden Wien. Kommunen har 2 776 invånare (2024).
Kommunen består av sju orter (Ortschaften) (inom parentes invånarantal 1 januari 2024):

- Aigen (446)
- Kirchschlag in der Buckligen Welt (1 498)
- Lembach (260)
- Stang (257)
- Straß (27)
- Thomasdorf (18)
- Ungerbach (270)